# Karolína Grohová
Karolína Grohová (* 21. listopadu 1990 Dvůr Králové nad Labem) je česká běžkyně na lyžích, skialpinistka, horolezkyně a atletka. V běhu na lyžích byla v letech 2010–2018 členkou české ženské reprezentace. Startovala třikrát na mistrovství světa v klasickém lyžování, dvakrát na zimní olympiádě. Mistrovství světa se zúčastnila i ve skialpinismu.

## Sportovní kariéra

### Dětství
Karolína pochází ze sportovní rodiny – otec Stanislav (* 1946) i matka Jaroslava (* 1951) se od dětství věnují atletice, především běhu – Jaroslava Grohová získala v kategorii nad 35 let titul mistryně Evropy v silničním běhu na 10 kilometrů. Karolína v rodném Dvoře Králové od čtyř let chodila do Sokola, kde získala všestranný základ a několikrát se stala přebornicí ČOS v atletice i přespolním běhu, získala medaile na přeboru ČOS v běhu na lyžích i v sokolské všestrannosti. Dále se věnovala gymnastice. Pod trenérským vedením maminky se v TJ Dvůr Králové více zaměřila na atletiku – běhání (dráhová atletika, běhy od 1500 metrů po 3000 metrů překážek). Když bylo Karolíně 14 let, přestěhovala se její rodina do Vrchlabí, kde začala navštěvovat sportovní školu na náměstí Míru a pod vedením Aleše Suka se věnovala běžeckému lyžování v TJ SVS Krkonoše Vrchlabí. Po vzoru starších bratrů Stanislava a Radoslava se závodně začala věnovat i skialpinismu. Úspěšný je především Radoslav, který je mistrem České republiky ve skialpinismu a má medaile z mistrovství Evropy.

### Běh na lyžích
Nakonec se jejím hlavním odvětvím stal běh na lyžích. Poté, co na Mistrovství ČR 2010 v Harrachově obsadila ve sprintu 2. místo, stala se v následující sezóně členkou B týmu ženské reprezentace v běžeckém lyžování. Ve Světovém poháru poprvé startovala 15. ledna 2011 v Liberci a dokázala se ve sprintu prosadit do bodované třicítky – obsadila 29. místo. Na MS 2011 v kategorii do 23 let v estonském Otepää obsadila 31. místo v závodu na 5 km volnou technikou a 26. místo v klasickém sprintu. Na konci ledna 2012 si na akademickém šampionátu zlomila ruku. V polovině února 2012 však již startovala ve sprintu Světového poháru v polské Szklarske Porębě a vzápětí se zúčastnila Mistrovství světa do 23 let v tureckém Erzurumu, kde byla 28. ve sprintu a 32. na klasické desítce. Od roku 2012 byla členkou Dukly Liberec. V lednu 2013 na Mistrovství světa do 23 let v Liberci obsadila 11. místo ve sprintu, 30. místo ve volné desítce a 37. místo ve skiatlonu. V únoru 2013 se ve Val di Fiemme poprvé zúčastnila seniorského Mistrovství světa a ve sprintu dojela 34., se štafetou obsadila 12. místo.
Zúčastnila se Zimních olympijských her 2014, kde se s českou štafetou umístila na 10. místě a ve sprintu volnou technikou skončila na 38. příčce. Svého nejlepšího umístění ve Světovém poháru v běhu na lyžích dosáhla v úvodním závodě sezóny 2015/16 ve finské Ruce, kde ve sprintu klasickou technikou postoupila do čtvrtfinále a obsadila 24. místo. Startovala také na Zimních olympijských hrách 2018. V Pchjongčchangu se ve sprintu klasicky umístila na 43. místě a se ženskou štafetou doběhla na jedenácté příčce.
V létě 2018 přestoupila do Silvini Madshus Teamu a začala se věnovat především dálkovým běhům. V letech 2020 a 2021 absolvovala Vasův běh a obsadila v něm 15. a 21. místo.

#### Výsledky

##### Výsledky ve Světovém poháru
| Sezóna  | Věk | Sezónní výsledky | Sezónní výsledky | Sezónní výsledky | Výsledky na Ski Tour | Výsledky na Ski Tour | Výsledky na Ski Tour | Výsledky na Ski Tour |
| Sezóna  | Věk | Celkově          | Distance         | Sprinty          | Nordic Opening       | Tour de Ski          | WC Final             | Ski Tour Kanada      |
| ------- | --- | ---------------- | ---------------- | ---------------- | -------------------- | -------------------- | -------------------- | -------------------- |
| 2010/11 | 20  | 123.             | —                | 85.              | —                    | —                    | —                    | —                    |
| 2011/12 | 21  | —                | —                | —                | —                    | —                    | —                    | —                    |
| 2012/13 | 22  | —                | —                | —                | —                    | —                    | —                    | —                    |
| 2013/14 | 23  | 111.             | —                | 72.              | 72.                  | DNF                  | —                    | —                    |
| 2014/15 | 24  | —                | —                | —                | —                    | —                    | —                    | —                    |
| 2015/16 | 25  | 89.              | —                | 59.              | 61.                  | DNF                  | —                    | —                    |
| 2016/17 | 26  | —                | —                | —                | 54.                  | DNF                  | —                    | —                    |
| 2017/18 | 27  | —                | —                | —                | 61.                  | DNF                  | —                    | —                    |

##### Výsledky na OH
| Rok  | Věk | 10 km | 15 km skiatlon | 30 km hromadný start | sprint | 4 × 5 km štafeta | sprint dvojic |
| ---- | --- | ----- | -------------- | -------------------- | ------ | ---------------- | ------------- |
| 2014 | 23  | —     | —              | —                    | 38.    | 10.              | —             |
| 2018 | 27  | —     | —              | —                    | 43.    | 11.              | —             |

##### Výsledky na MS
| Rok  | Věk | 10 km | 15 km skiatlon | 30 km hromadný start | sprint | 4 × 5 km štafeta | sprint dvojic |
| ---- | --- | ----- | -------------- | -------------------- | ------ | ---------------- | ------------- |
| 2013 | 22  | —     | —              | —                    | 34.    | 12.              | —             |
| 2015 | 24  | 55.   | 43.            | 38.                  | 42.    | —                | —             |
| 2017 | 26  | —     | —              | —                    | 33.    | —                | 12.           |

### Skialpinismus
Ve skialpinismu závodí za AKLVK ALPINE PRO SKI TRAB team z Janských Lázní. V únoru 2008 získala na Mistrovství světa ve skialpinismu ve švýcarském středisku Portes du Soleil v kategorii kadetek 2. místo v závodě Vertical race. V březnu 2010 získala na Mistrovství světa v andorrském středisku Canillo v kategorii juniorek 3. místo v závodě Vertical race.
Je také několikanásobnou mistryní České republiky ve skialpinismu. Třikrát absolvovala skialpinistický závod tříčlenných družstev Trofeo Mezzalama a v roce 2015 v něm obsadila 6. místo.

#### Závodní výsledky
| Mistrovství světa ve skialpinismu | Mistrovství světa ve skialpinismu | Mistrovství světa ve skialpinismu |
| Rok                               | 2008 kadetky                      | 2010 juniorky                     |
| --------------------------------- | --------------------------------- | --------------------------------- |
| vertical race                     | 2                                 | 3                                 |

| Mistrovství České republiky ve skialpinismu | Mistrovství České republiky ve skialpinismu | Mistrovství České republiky ve skialpinismu | Mistrovství České republiky ve skialpinismu | Mistrovství České republiky ve skialpinismu | Mistrovství České republiky ve skialpinismu |
| Rok                                         | 2011                                        | 2012                                        | 2013                                        | 2015                                        | 2017                                        |
| ------------------------------------------- | ------------------------------------------- | ------------------------------------------- | ------------------------------------------- | ------------------------------------------- | ------------------------------------------- |
| ženy                                        | 1                                           | 1                                           | 1                                           | 1                                           | 1                                           |

- 2016 bez účasti

| Český pohár ve skialpinismu | Český pohár ve skialpinismu | Český pohár ve skialpinismu | Český pohár ve skialpinismu | Český pohár ve skialpinismu | Český pohár ve skialpinismu |
| Rok                         | 2011                        | 2012                        | 2013                        | 2015                        | 2017                        |
| --------------------------- | --------------------------- | --------------------------- | --------------------------- | --------------------------- | --------------------------- |
| ženy                        |                             | 7                           | 4                           | 8                           | 5                           |

- v rámci závodů ČP se v letech 2012-2017 účastnila pouze MČR

### Horolezectví
V roce 2018 absolvovala expedici Kyrgyzstánem a Čínou a na skialpech vystoupala na vrchol Muztag Ata (7546 m). V roce 2019 se účastnila expedice do Peru s výstupy na Chopicalqui (6354 m) a Huascarán (6768 m) a svými fotografiemi přispěla do knihy Libora Duška Peru 1970 - Čeští horolezci pod Huascaránem, která vyšla v roce 2020 v nakladatelství Jota. V červenci 2021 bez použití kyslíku zdolala Gašerbrum II (8035 m) v Pákistánu.

### Atletika
V atletice závodila za TJ Dvůr Králové nad Labem. V roce 2009 obsadila 1. místo na MČR žen do 22 let v běhu na 3000 m překážek (11:44,47) a 3. místo na MČR juniorek v běhu na 3000 m překážek (11:39,25)

## Ostatní
Karolína Grohová studovala na Gymnáziu Vrchlabí, v roce 2010 úspěšně maturovala na Gymnáziu a SOŠ Jilemnice. Studovala sportovní management na Fakultě přírodovědně-humanitní a pedagogické Technické univerzity v Liberci (bakalářská práce 2015 na téma akademického MČR ve skialpinismu). Od roku 2019 je učitelkou na základní škole ve Špindlerově Mlýně.